# 테이트트리오크
테이트트리오크(Dactylopsila tatei)는 주머니하늘다람쥐과에 속하는 유대류의 일종이다. 파푸아뉴기니에서 발견된다. 퍼거슨섬줄무늬주머니쥐(Fergusson Island striped possum)로도 알려져 있다. 자연 서식지은 아열대 또는 열대 기후 지역의 건조림이다.